# Холодково
Холодково — деревня в Мценском районе Орловской области. Входит в состав Подберёзовского сельского поселения. 
Согласно перечню волостей и селений Мценского уезда до 1861 года, на нынешнем месте деревни Холодково располагалось сельцо Кавергино-Бельково, принадлежавшее господам Бельковым. Ссылка на карту 1785 года
Облик села (по воспоминаниям старожилов деревни) являлся образцом Древнерусского зодчества, а выстроенный из красного дерева постоялый двор редко пустовал. Также на территории села располагались мельница, кузня, господские конюшни, имелся собственный приход и церковь, которая так и не была достроена. Во времена Великой Отечественной войны деревянные строения были сожжены и до наших дней из исторических построек ничего не уцелело.

## География
Деревня находится в северной части Орловской области, в лесостепной зоне, в пределах центральной части Среднерусской возвышенности, к востоку от автодороги М2, на расстоянии примерно 3 километров (по прямой) к востоку от города Мценска, административного центра района. Абсолютная высота — 215 метров над уровнем моря. Рядом расположены заповедный лес и водоохранные зоны.
Климат характеризуется как умеренно континентальный с умеренно морозной зимой и теплым, иногда жарким летом. Средняя многолетняя температура самого холодного месяца — января, составляет −9,4°С, температура самого теплого +19°С.
Часовой пояс
Деревня Холодково, как и вся Орловская область, находится в часовой зоне МСК (московское время). Смещение применяемого времени относительно UTC составляет +3:00.

## Население
В настоящее время в населённом пункте насчитывается порядка 28 домовладений. 
Половой состав
По данным Всероссийской переписи населения 2010 года в гендерной структуре населения мужчины составляли 71,4 %, женщины — соответственно 28,6 %.
Национальный состав
Согласно результатам переписи 2002 года, в национальной структуре населения русские составляли 100 %.

## Памятник истории
На территории деревни Холодково находится мемориальное захоронение советских воинов:
Номер захоронения в ВМЦ 57-426
Место захоронения Мценский р-н, Подберезовский с/с, д. Холодково
Датировка – 1943г. Решение Облисполкома №33 от 27.01.87 г.
Установлено имён – 386. Перезахоронения производились из населённых пунктов: д. Бельково, д. Гамоюново, д. Крыцино, д. Подберёзово, д. Холодково, западная сторона окраина Курдюмовского леса, Слобода стрелецкая, д. Красный борец, д. Ядрино.
В братской могиле захоронен Герой советского Союза Александр Фёдорович Мошин. В 1997 г. Установлен памятник лётчикам П. И. Решетько и В. С. Савельеву, погибшим 5 августа 1943 года
8 мая 2017 года в д. Холодково Подберезовского сельского поселения Мценского района состоялось торжественное захоронение останков 4 погибших воинов, обнаруженных в ходе «Вахты памяти» военно-патриотическим поисковым отрядом «Батальон», поисковым отрядом «Русь» Мценского района, Поисковыми отрядами Курганской области.